# Anthophora dalmatica
Anthophora dalmatica är en biart som beskrevs av Pérez 1902. Anthophora dalmatica ingår i släktet pälsbin, och familjen långtungebin. Inga underarter finns listade i Catalogue of Life.
Arten förekommer på Balkanhalvön i Kroatien, Slovenien, Serbien, Bosnien och Hercegovina, Nordmakedonien och Grekland. Individerna vistas i buskskogar och trädodlingar. Hannar pollinerar olika orkidéer som de förväxlar med honor av den egna arten. Anthophora dalmatica iakttas vanligen under den tidiga våren. Den kan lätt förväxlas med andra arter av samma släkte.
Inget är känt angående populationens storlek och möjliga hot. IUCN listar arten med kunskapsbrist (DD).